# صراریف
صراریف (به عربی: صراریف) یک روستا در سوریه است که در ناحیه محمبل واقع شده‌است. صراریف ۸۱۹ نفر جمعیت دارد.